# Gian Battista Mantegazzi
Giovanni „Gian“ Battista Mantegazzi (* 23. Oktober 1889 in Riva San Vitale, Tessin; † 5. Februar 1958 in Zürich) war ein Schweizer Komponist und Dirigent.

## Leben
Bereits mit 11 Jahren wirkte er im Blasorchester seines Geburtsortes mit. Der Vater, der ihn ansonsten sehr förderte, bestand jedoch darauf, dass sein Sohn erst eine Malerlehre absolvieren sollte. Während des Ersten Weltkriegs besuchte Mantegazzi das Genfer Konservatorium, später die Musikhochschule in Bologna, an der Blasmusik Bestandteil des ordentlichen Lehrplans war, die er 1919 mit der Auszeichnung «Maestro» verliess.
In Genua-Nervi (Italien) fand er seine erste Anstellung als Direktor der Banda Municipale und als Leiter der Musikschule «Giuseppe Verdi». 1924 verliess er Italien wieder und kehrte er in sein Heimatland zurück, wo er sich anfänglich mit Komponieren über Wasser hielt. Im Oktober 1924 wurde er zum Direktor der Stadtmusik Schaffhausen gewählt. Ab 1928 übernahm er auch die Stadtmusik Zürich. Mantegazzi brachte beide Blasorchester auf höchstes Niveau; es wurden auch einige gemeinsame Konzerte veranstaltet. Seit 1938 wirkte er beim Musikverein Harmonie in Thalwil bei Zürich als Dirigent. Er prägte durch seine musikalische Arbeit wie auch durch seine Persönlichkeit die Geschichte dieses Ensembles nachhaltig von 1938 bis zu seinem Tod. 1941 gründete er ein grosses Blasorchester mit 110 Bläsern und 30 Tambouren für das Schweizer Armeespiel, das allerdings Ende des Jahres wieder aufgelöst wurde.
1949 erhielt er für sein Wirken den Ehrenpreis der Stadt Zürich. Er war auch Lehrer am Konservatorium, leitete Dirigentenausbildungskurse des Zürcher Kantonalmusikvereins und war gerngehörter Referent an Fachtagungen. Auch als Komponist war Mantegazzi grosser Erfolg beschieden. Sein Œuvre umfasst rund 250 Werke.

## Werke

### Werke für Orchester
- 1934: Canti per la mia terra Erste Volksliedersammlung – Text: Ulisse Pocobelli (Glauco), Enrico Talamona
- Sacra terra del Ticino – Text: Guido Calgari

### Werke für Blasorchester
- 1924: Inno del Ticino im Auftrag des Kantonalen Erziehungsdepartements; Auszug aus Inno trionfale al Ticino für Chor und Blasorchester (Text: Luigi Bazzi)
- 1929: Frisch weg! Festmarsch zum Zürcher Kantonal-Musikfest in Winterthur
- 1929: Munot-Marsch
- 1929: Salut à Paris Marche militaire
- 1929: Ticino Fest-Hymne
- 1930: Leggenda Intermezzo Instrumentazione
- 1930: Bellinzona Festmarsch – Marcia ufficiale del Tiro federale – Eidgenössischer Schützenfest-Marsch
- 1935: Zürcher Standschützenmarsch (Marche des Carabiniers)
- 1939: Sacra terra del Ticino Tessiner Beitrag an der Landesausstellung Zürich
- 1941: Blühende Wiesen – Prati in fiori Serenade
- 1941: Heer und Haus Marsch
- 1945: Thétis Ouverture
- 1949: Am jungen Rhein – Au jeune Rhin Ouverture
- 1950: Du meiner Väter Land Hymne für gemischten Chor mit Blasorchester – Text: Martin Schmid
- 1951: Festmarsch – Marche de fête Zur Zürcher 600-Jahrfeier
- 1951: Schaffhauser-Festmarsch zur 450-Jahrfeier
- 1955: Capri Serenade
- 1957: Turicensis
- 1957: Patrie Präludium
- Bundesfeier 1941
- Canto della terra dalla „Sacra terra del Ticino“
- Defilier-Marsch
- Die Wacht am Simplon
- Festung Sargans
- Fribourg
- Gandria
- Genova la superba
- Gross Zürich
- Heroischer Marsch Bundesfeier
- II Seminatore – Sämann
- L'Imperatore
- Noi siamo Ticinesi
- Pace et Lavoro Ouvertüre
- Poema dell'Alpe Symphonisches Gedicht
- Romantica Ouvertüre

### Chormusik
- 1927: Vegn Canzonetta im Tessiner Dialekt – Text: Ulisse Pocobelli

### Andere Werke
- 1943: Bergführer Lorenz Musik zum gleichnamigen Film